# Challenger de Olbia 2024
El torneo Olbia Challenger 2024 fue un torneo de tenis perteneció al ATP Challenger Tour 2024 en la categoría Challenger 125. Se trató de la 2ª edición; el torneo tuvo lugar en la ciudad de Olbia (Italia), desde el 14 hasta el 20 de octubre de 2024 sobre pista dura al aire libre.

## Jugadores participantes del cuadro de individuales
| Preclasificado | País                    | Jugador            | Rank1 | Posición en el torneo |
| 1              | Bandera de Italia       | Luca Nardi         | 89    | Primera ronda, retiro |
| 2              | Bandera de Italia       | Mattia Bellucci    | 101   | FINAL                 |
| 3              | Bandera de Francia      | Harold Mayot       | 107   | Primera ronda         |
| 4              | Bandera de Croacia      | Duje Ajduković     | 117   | Segunda ronda         |
| 5              | Bandera de Argentina    | Marco Trungelliti  | 136   | Segunda ronda         |
| 6              | Bandera de Francia      | Constant Lestienne | 138   | Cuartos de final      |
| 7              | Bandera de Italia       | Matteo Gigante     | 152   | Semifinales           |
| 8              | Bandera del Reino Unido | Jan Choinski       | 177   | Primera ronda         |

- 1 Se ha tomado en cuenta el ranking del 30 de septiembre de 2024.

### Otros participantes
Los siguientes jugadores recibieron una invitación (wild card), por lo tanto ingresan directamente al cuadro principal (WC):
- Mattia Bellucci
- Federico Cinà
- Luca Nardi

Los siguientes jugadores ingresan al cuadro principal tras disputar el cuadro clasificatorio (Q):
- Hynek Bartoň
- Steven Diez
- Sergey Fomin
- Oleksii Krutykh
- Laurent Lokoli
- Daniel Mérida

## Campeones

### Individual Masculino
- Martín Landaluce derrotó en la final a  Mattia Bellucci por 6–4, 6–4

### Dobles Masculino
- Oleksii Krutykh /  Vitaliy Sachko derrotaron en la final a  Íñigo Cervantes /  David Pichler por 4–6, 6–1, [10–5]